# Arnsberg
Arnsberg je bývalé okresní město ležící v Německu, ve spolkové zemi Severní Porýní-Vestfálsko. Nachází se v severní části Rýnského masivu v údolí řeky Ruhr. V roce 2009 zde žilo necelých 75 000 obyvatel.
Město Arnsberg si i po zrušení vlastního okresu podrželo důležitou administrativní funkci, neboť je sídlem vládního obvodu Arnsberg, jednoho z pěti vládních obvodů (Regierungsbezirk) v Severním Porýní-Vestfálsku.

## Historie
První písemná zmínka o Arnsbergu pochází z Karolínského urbáře z roku 789, kde je uváděn jako léno Werdenského kláštera. V 11. století zde hrabě Bernhard II. z Werlu založil hrad, kolem něhož pak vyrostlo město. Hrad byl zničen roku 1762 za sedmileté války a je z něj ruina.
Ve 12. století se Arnsberg stal sídlem vestfálského soudního úřadu, jehož erb dodnes používá Vysoký Sauerland. Později město ztratilo svoji nezávislost a stalo se majetkem kolínské arcidiecéze. 
Roku 1794 napadli Frcouzi Kolín nad Rýnem, proto byla část chrámového pokladu Kolínské katedrály včetně ostatků svatých Tří králů převezena do bezpečí do Arnsbergu. V roce 1804 byl poklad vrácen zpět do katedrály. Toto období připomíná plaketa na arnsberském Proboštském kostele (Propsteikirche). 
V roce 1816 připadl Arnsberg Prusku a stal se oblastním administrativním centrem.
Za 2. světové války utrpěl Arnsberg při náletu bombardérů  britské RAF na umělé jezero Möhnesee v noci ze 16. na 17. května 1943 značné ztráty na lidských životech a ohromné materiální škody. Nedaleký klášter Himmelpforten ničivá vlna, jež vznikla po protržení hráze, úplně smetla. Později zemřeli další obyvatelé města při strategickém bombardování, jehož cílem bylo zničit zdejší železniční viadukt. K jeho zničení došlo teprve 19. března 1945, kdy Britové použili 10tunovou seizmickou bombu Grand Slam.
Dnešní Arnsberg vznikl roku 1975 sloučením 14 obcí do jednoho celku. Starý Arnsberg a Neheim-Hüsten, které se spolu sloučily již roku 1941, tvořily městskou část, ostatní obce měly spíš vesnický charakter.  

## Městské části

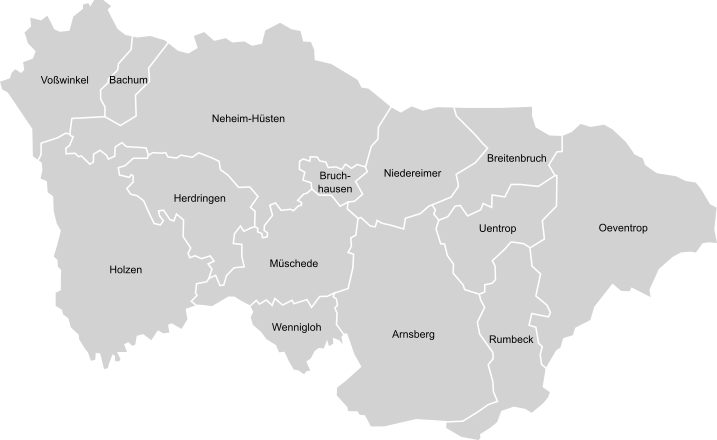
Části města Arnsbergu

Město Arnsberg tvoří následující městské části (počet obyvatel – stav k 31. 12. 2019)
| - Neheim (22 955 obyvatel) - Arnsberg (18 650) - Hüsten (10 708) - Oeventrop (6198) - Herdringen (3861) | - Bruchhausen (3188) - Müschede (2797) - Voßwinkel (2385) - Holzen (2001) - Niedereimer (1897) | - Rumbeck (1145) - Wennigloh (967) - Bachum (886) - Uentrop (319) - Breitenbruch (227) |

## Náboženství
V Ansbergu jsou převážně římští katolíci, taktéž hřbitovy jsou převážně katolické a jeden je židovský.

## Partnerská města
- Alba Iulia, Rumunsko
- Bexley, Anglie, Velká Británie
- Deventer, Nizozemsko
- Fos-sur-Mer, Francie
- Olesno, Polsko